# パイアセッキ・エアクラフト

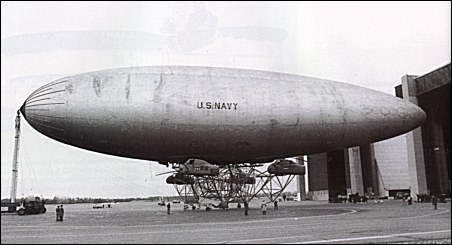
パイアセッキ PA-97 ヘリシュタット

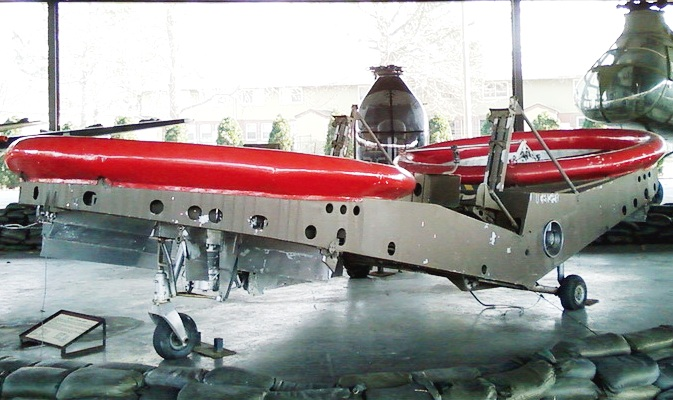
パイアセッキ VZ-8

パイアセッキ・エアクラフト（Piasecki Aircraft）はアメリカ合衆国の航空機製造会社。

## 概要
ペンシルベニア州を拠点としていて近年は複合ヘリコプターやフューチャー・コンバット・システム関連の無人航空機を開発する。

## 歴史
1940年にパイアセッキ・ヘリコプターを設立したフランク・パイアセッキは1956年に退社して新たにパイアセッキ・エアクラフトを設立した。
パイアセッキ PA-97やX-49などを開発する。

## 主な製品
- パイアセッキ PA-97
- パイアセッキ VZ-8
- パイアセッキ 16H
- X-49